# أبو اليقظان
الشيخ إبراهيم بن عيسى حمدي أبو اليقظان (5 نوفمبر 1888 - 30 مارس 1973). صحفي جزائري، إباضي ،وشاعر، ومؤرخ، ودارس اجتماعي، وعالم بالشريعة الإسلامية، ورائد من رواد الحركة الإصلاحية في الجزائر. ترك إنتاجا ضخما يقارب الستين مؤلفا ما بين رسالة وكتاب.

## نشأته ودراسته
نشأ الشيخ في أحضان عائلة فقيرة الحال، عاش ربيبا بعد تزوج أمه برجل فقير بعد وفاة والده سنة 1307هـ، كان يتيم الأب ولكنه نشأ مثل أبيه شديدا في الحق وثابتا في السؤدد والمعالي.
ولد ببلدية القرارة، ولاية غرداية (وادي ميزاب) بالجزائر يوم 29 صفر 1306هـ الموافق 5 نوفمبر 1888م. حيث حفظ القرآن في سن مبكرة على يد الكتّاب، وتعلم العربية والكتابة والقراءة والعلوم الشرعية على يد الحاج علي بن حمو والحاج إبراهيم بن صالح أبو سحابة وملالي صالح بن كاسي.
ثم تحققت أمنيته بدخول دار التلاميذ على يد الشيخ الجليل عمر بن يحيى والذي يلقبه بـنور قلبي وبصيرتي، ثم انقطع عن الدراسة بسبب العمل وظروف الفقر، ورجع إلى الدراسة على يد الشيخ قطب الأئمة الحاج محمد بن يوسف أطفيش، بعد سفره إلى بني يسجن لإكمال الدراسة، ثم سافر إلى المشرق أولا ثم تونس ليدرس في كل من جامع الزيتونة والخلدونية في سنة 1912.

## كنيته
سمى نفسه بـ «أبو اليقظان» بسبب ولعه بإمام الدولة الرستمية الخامس أبو اليقظان محمد بن الأفلح، وإعجابا بعلو همة الإمام كرجل علم ودين ودولة.

## نشاطه
انضم إلى الحزب الحر الدستوري التونسي في عام 1920م، وبعد ست سنين أصدر جريدة وادي ميزاب في عام 1926م، وقد أصدر ثماني جرائد ما بين الأعوام 1926 و 1938 وهي: وادي ميزاب، ميزاب، المغرب، النور، البستان، النبراس، الأمة، الفرقان.
أسّس المطبعة العربية في الجزائر في عام 1931 وانضم إلى جمعية العلماء المسلمين الجزائريين في نفس العام، وانتخب عضوا في المجلس الإداري للجمعية في عام 1934.

## حياته
- دخل الكتاب القرآني وحفظ القرآن ثمّ أخذ في تعلم الفنون من عربية وشرعية على يد أستاذه الشيخ الحاج عمر بن يحيى، ثم سافر إلى مدينة بني يسجن ليكمل دراسته على قطب الأئمة الشيخ طفيش الحاج محمد بن يوسف.
- في سنة 1912م سافر إلى تونس وواصل دراسته في جامع الزيتونة ثم الخلدونية.
- في سنة 1914م ترأس أول بعثة علمية جزائرية إلى الخارج وكانت وجهة البعثة إلى تونس.
- في سنة 1920م كان عضوا بارزا في الحزب الحر الدستوري التونسي وتربطه بزعيمه عبد العزيز الثعالبي صداقة شخصية.
- في سنة 1926م أصدر أولى جرائده «وادي ميزاب» وكانت تحرر وتوزّع في الجزائر وتطبع في تونس، أصدر ثماني جرائد ما بين 1926 و 1938م وهي: وادي ميزاب، ميزاب، المغرب، [وضح من هو المقصود ؟]، البستان، النبراس، الأمة، [وضح من هو المقصود ؟].
- في سنة 1931م أسّس المطبعة العربية، وهو أول وطني جزائري يؤسّس مطبعة وطنية حديثة في الجزائر.
- في سنة 1931م انضم إلى جمعية العلماء المسلمين الجزائريين
- في سنة 1934م انتخب عضوا في المجلس الإداري لجمعية العلماء المسلمين الجزائريين.
- نشر في أكثر من جريدة ومجلة (زيادة إلى جرائده) منها الفاروق والإقدام في الجزائر والمنير والإرادة في تونس والمنهاج في القاهرة.
- تفرّغ للتأليف بعد انقطاعه عن الصحافة، ترك للمكتبة العربية والإسلامية أكثر من ستين مؤلفا بين كتاب ورسالة، عدا المقالات والأشعار والمذكرات.
- توفي أبو اليقظان يوم الجمعة 29 صفر 1393هـ موافق 30 مارس 1973م وأسكنه فسيح جنانه.

قال الشيخ بن باديس في تعريفه بأعضاء المجلس الإداري لجمعية العلماء لسنة 1938م:
| أبو اليقظان | والشيخ أبو اليقظان المعتذر عن الحضور لقيامه بأعمال ضرورية في نواحي الجنوب، ذلك الكاتب القدير والصحافي البارع الذي ما أصدر صحيفة إلا ختمت أيامها بالتعطيل. | أبو اليقظان |

وقال عنه الشيخ محمد خير الدين:
| أبو اليقظان | وكان لبعض أعضاء جمعية العلماء نشاطهم الصحفي، فأصدروا صحفا طال زمن صدورها أو قصر، من ذلك: جرائد لأبي اليقظان، كلما عطلت له جريدة عوضها بأخرى وهي: "ميزاب - وادي ميزاب - النور - النبراس - الأمة - المغرب - البستان... | أبو اليقظان |

كتب عنه الأستاذ أحمد توفيق المدني في مذكراته فقال:
| أبو اليقظان | "والشيخ إبراهيم أبو اليقظان عالم جليل، لم يبلغ علم إبراهيم أطفيش، إنما امتاز عنه بدماثة أخلاقه، وصفاء روحه، وتوقد ذهنه، وازدهار قريحته، وتعمقه في الكتابة، ومشاركته في الشعر. ما آذى إنسانا طول حياته، ولا آذاه إنسان، لا يتكلم إلا عن عقيدة، ولا يكتب إلا عن الإيمان، ولا يجادل إلا في سبيل الإسلام وبلاد الإسلام. وقد أظهرت الأيام من بعد أنه مقارع مجاهد، ومقاوم معاند، صرع الإستعمار ولم يصرعه الإستعمار، ضرب بسهم في الجهاد الصحفي والفكري ما لم يبلغ في الجزائر أحد شأوه" ". | أبو اليقظان |

## مؤلفاته
ترك حوالي 60 أثرا في ميادين مختلفة منها التاريخ والسير والفقه والصحافة والتربية والأدب وغيرها ومنها:
- ديوان أبي اليقظان ج1 سنة 1931م
- وحي الوجدان في ديوان أبي اليقظان (مخطوط)
- سليمان الباروني باشا في أطوار حياته
- إرشاد الحائرين 1923م
- الجزائر بين عهدين الاستغلال والاستقلال (مخطوط)
- تفسير القرآن الكريم ج1 (مخطوط)
- ملحق سير الشماخي (مخطوط)
- سلم الاستقامة (سلسلة فقهية مدرسية)
- فتح نوافذ القرآن 1973م

## نماذج من شعره
الشيخ أبو اليقظان هو عميد الصحافة العربية الجزائرية وهذه الأبيات تعبر عن رأيه -شعرا- في الصحافة، فيقول:
| إنَّ الصحافة للشعوب حياة        |  | والشعب من غير لـسان أموات |
| فهي اللسان المفصح الذلق الذي  |  | ببيانه تتدارك الغايات     |
| فهي الوسيلة للسعادة والهنا    |  | وإلى الفضائل والعلا مرقاة |
| فيها إلى الأمم الضعيفة ترفـع  |  | الرغبات منه وتبلغ الغايات |
| هي معرض الأعمال برهان لها     |  | مقداره بل غنها المرآة     |
| ما "ذالحجاز" و "عكاظ" وما وما |  | إن ساعات لرواحها الأوقات  |
| الشعب طـفل وهي والـــده يرى   |  | لحياته، ما لا تراه رعاة   |

والشيخ أبو اليقظان عضو فعال في جمعية العلماء المسلمين الجزائريين، لذلك يقول لها:

| انعشي الأرواح منا   |  | ألهبي فينا الحميّه |
| غيرة الإسلام أعني   |  | لا ادعاء الجاهليّه |
| وبنو مازيغ مع أبناء |  | قحطان الفتية      |
| أصبحوا في ردهة النـ |  | ـادي على أحسن نية |
| في حمى النادي تلاشت |  | همزات العنصرية    |
| في حمى النادي تعالت |  | صرخة الشعب القوية |

ومن مثال دعوته غلى اليقظة والنهوض سنة 1934 هذه الأبيات:

| يا ناهظين من الرقاد ظهيرة   |  | بين الزعازع تغدو تبتغون ظهورا |
| حثو المسير إلى اللحاق بعالم |  | أقماركم تغدو هناك بدورا       |
| فالوقت ضاق بكم ولم يمهلكم   |  | والقوم طاروا في الفضاء نورا   |
| يا صانعين من الجزائر أمة    |  | تبغي لها فوق السحاب قصورا     |
| سووا الصفوف ونظموا أشتاتها  |  | إن رمتم حقا لها التقديرا      |
| سيرا على نهج الكتاب وسنة    |  | المختار تجزون جنة وحريرا      |

ومن الشعر النضالي للشيخ أبي اليقظان هذا الجانب من قصيدة طويلة تحت عنوان: «مدارج الخلاص والتحرير، إنما الدنيا جهاد» قال:

| ابنَ صرحَ المجدِ عن أسِّ الضحايا |  | وأشِدْ عرشَ العُلا رَغْمَ البلايا  |
| خضْ غمارَ الهولِ غوصاَ إِنما     |  | لؤلؤُ التيجانِ في بحر المنايا |
| ولنيل الحق أدوار غدت        |  | خطوات جازها جل البرايا      |
| فأنين فكلام فصياح           |  | فخصام فجلاد فسرايا          |
| ليس حكم النفي والسجن ولا    |  | الحكم بالشنق له إلا مطايا   |
| أي شعب نال ما نال إذا       |  | لم يقدم سلفا تلك الهدايا    |
| أي شعب نال حريته وهو        |  | لم يطلع لها تلك الثنايا     |

## وفاته
توفي في القرارة يوم الجمعة 29 صفر 1393هـ

## 

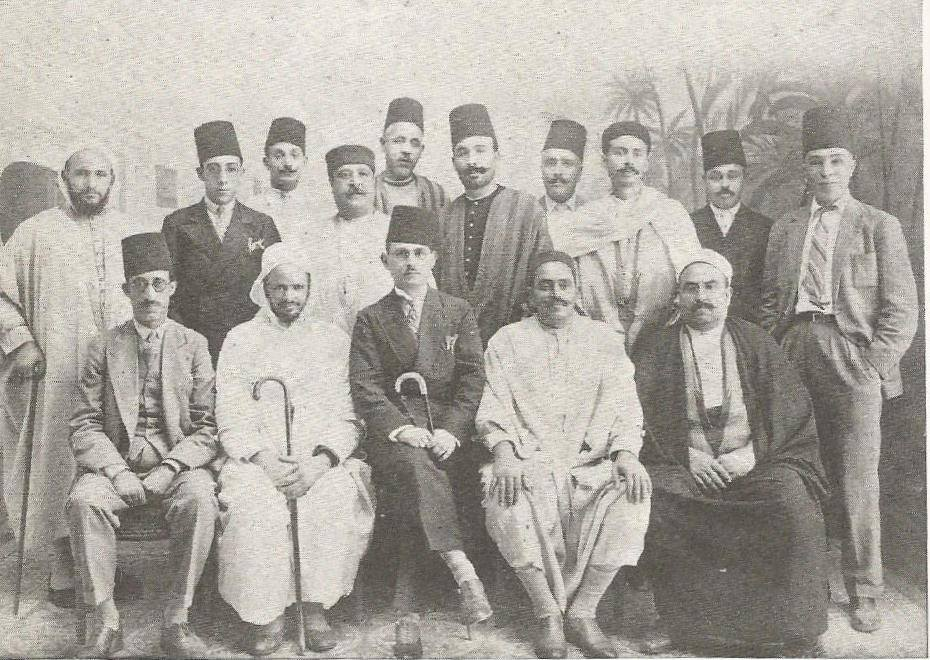
الجالسون -من اليمين إلى اليسار- (الرابع)

## مواضيع ذات صلة
- المرجعية الدينية الجزائرية